# East Gaffney
East Gaffney es un lugar designado por el censo ubicado en el condado de Cherokee en el estado estadounidense de Carolina del Sur. La localidad en el año 2000 tiene una población de 3.349 habitantes en una superficie de 8.2 km², con una densidad poblacional de 408.5 personas por km². 

## Geografía
East Gaffney se encuentra ubicado en las coordenadas 35°4′59″N 81°37′42″O / 35.08306, -81.62833. Según la Oficina del Censo, la localidad tiene un área total de 8,2 km² (3,2 mi²), de la cual 8,2 km² (3,2 mi²) es tierra y 0 km² (0 mi²) (0.0%) es agua.

### Localidades adyacentes
El siguiente diagrama muestra a las localidades en un radio de 20 kilómetros (12,4 mi) de East Gaffney.

## Demografía
En el 2000 la renta per cápita promedia del hogar era de $24.527, y el ingreso promedio para una familia era de $32.167. El ingreso per cápita para la localidad era de $12.902. En 2000 los hombres tenían un ingreso per cápita de $26.156 contra $21.009 para las mujeres. Alrededor del 22.60% de la población estaba bajo el umbral de pobreza nacional. 